# حلفاء غربيون
الحلفاء الغربيون هم الدول الاستعمارية ودولهم المُستَعمرة بالإضافة للولايات المتحدة وكندا. ويتضمن الحلفاء أيضاً مجموعة دول الكومنولث التي كانت ترزخ تحت الاحتلال البريطاني وبعض من قادة الجيش البولندي (منذ 1939)، القوات المنفية من أوروبا المحتلة مثل قوات شارل ديغول التي كونها من جنود جزائريون، مغاربة، تونسيين، سنغاليين، تشاديين ودول أفريقية أخرى. بالإضافة للولايات المتحدة (منذ 1941). ويستثني هذا المصطلح الحلفاء الشرقيون الاتحاد السوفيتي والصين.
ومنذ 1942، كان التوجيه والسيطرة لقوات الحلفاء الغربيين يتم في واشنطن. بواسطة قيادة الأركان الأمريكية البريطانية المشتركة. واستمر المصطلح مستخدما للإشارة إلى القوات المتمركزة في ألمانيا الغربية وغرب برلين من 1945 إلى 1994.